# Limax bielzii
Limax bielzii is een slakkensoort uit de familie van de Limacidae. De wetenschappelijke naam van de soort werd in 1874 voor het eerst geldig gepubliceerd door Hermann Seibert.

## Beschrijving
Limax bielzii is uitgerekt tot meer dan 20 cm lang. Het lichaam is slank en naar achteren gericht. De mantel neemt ongeveer een derde van de lichaamslengte in beslag, is aan de voorkant afgerond en aan de achterkant uitgetrokken tot een kleine stompe punt. Het lichaam is lichtbruin, okergeel tot vermiljoen van kleur, waarbij de mantel iets intenser gekleurd is dan de rug. De laterale delen van het lichaam worden steeds lichter van boven naar beneden in de richting van de voetzool. De kiel is beperkt tot de achterste helft van de rug achter het mantelschild. Het heeft dezelfde kleur als de achterkant, maar is zelden anders gekleurd. Bij dergelijke exemplaren kan de middellijn zich uitstrekken tot aan de achterrand van de mantel. Bij deze exemplaren kan de rode middellijn aan beide zijden donkerder worden gevoerd en kan er aan elke zijde een iets donkerdere lengteband zijn. De zoom van de voet is zwartachtig van kleur, de voetzool is verdeeld in drie delen, waarbij het middelste veld licht is en de zijvelden meestal donkerder. De zool kan echter ook egaal licht van kleur zijn. Het hoofd en de antennes zijn daarentegen zwartachtig van kleur. Er zijn ongeveer 25 huidgroeven tussen de middellijn en het spiracle. Het ademgat is zwart omlijnd. Het relatief dunne slijm op de voetzool is kleurloos, het lichaamsslijm is rood bij de rode variant en geelachtig bij de lichtbruine variant.
In het genitale apparaat bereikt de penis ongeveer de helft van de lichaamslengte; het is sterk kronkelig en cilindrisch. Het oprolmechanisme hecht zich aan de top van de penis en de zaadleider gaat daar ook open. De spermoviduct is dun, lang en witachtig. De zaadleider is ook vrij lang en over de gehele lengte verbonden met de penis door een membraan. De spermatheca is eivormig met een korte steel. De vrije eileider wordt geëxpandeerd in de vorm van een rol in het voorste gedeelte. Het atrium is sterk verkleind en vrij klein.

### Soortgelijke soorten
Limax bielzii lijkt qua anatomie sterk op de zwarte aardslak (L. cinereoniger). Alleen de penis van L. bielzii is iets korter en dunner dan die van L. cinereoniger. De dieren zijn lichtbruin tot vermiljoen van kleur, in tegenstelling tot overwegend grijszwarte kleuren en een overwegend aanwezig patroon van L. cinereoniger. Gerhardt (1935) beschrijft twee kleurvarianten van L. bielzii, een lichtbruine variant en een vermiljoenvariant zonder kleurovergangen.

## Verspreiding en leefgebied
Deze soort schijnt zeer zeldzaam te zijn. Er zijn alleen gegevens beschikbaar uit Neder-Oostenrijk, Noord-Stiermarken, het Pieniny-gebergte (Polen) en de Moravische Beskiden (Tsjechië). Limax bielzii leeft in halfvochtige gemengde loofbossen op kalkrijke grond. De soort is nachtactief. Over voeding in de natuurlijke biotoop is weinig bekend. In gevangenschap kregen ze vers plantaardig materiaal.